# Army of Anyone
Army of Anyone was een rock-superband, geformeerd door Filter-frontman Richard Patrick met twee leden van rockband Stone Temple Pilots. Naast Patrick op zang, bevatte de band de broers Dean DeLeo en Robert DeLeo (respectievelijk op gitaar en bas) en Ray Luzier, voorheen van de band van David Lee Roth, op drums. De band bracht in november 2006 een titelloos album uit, dat goed werd ontvangen, maar veel minder verkocht dan de multi-platina verkopende publicaties van de leden van hun andere bands, ondanks het succes van hun eerste single Goodbye, die piekte op #3 in de Amerikaanse Billboard Mainstream Rock Songs hitlijst. Na het uitbrengen van een tweede chartsingle Father Figure en toeren ter ondersteuning van het album, ging de band halverwege 2007 op vakantie, met leden die terugkeerden naar hun respectievelijke bands, behalve Luzier, die zich bij Korn aansloot. Ondanks dat ze sinds 2007 relatief inactief zijn, hebben alle leden contact gehouden en hebben ze onafhankelijk interesse getoond in het werken aan een tweede album als de logistiek en planning van hun verplichtingen aan andere bands ooit op één lijn zijn gekomen.

## Bezetting
- Richard Patrick[3] (leadzang, ritmegitaar)
- Robert DeLeo[4] (basgitaar, achtergrondzang)
- Dean DeLeo[5] (leadgitaar)
- Ray Luzier[6] (drums, percussie)

## Geschiedenis

### Formatie (2002-2004)
De formatie van de band gaat terug tot Richard Patrick en de DeLeo-broers die pauze namen van hun respectievelijke bands Filter en Stone Temple Pilots. Kort na het uitbrengen van Filters derde album The Amalgamut meldde Patrick zichzelf in een afkickkliniek in oktober 2002 en stopte hij voorlopig met alle bandactiviteiten en tournees. Rond dezelfde tijd, eind 2002, gingen de Stone Temple Pilots uit elkaar vanwege toenemende problemen met zanger Scott Weiland en zijn problemen met middelenmisbruik.
Eenmaal uit de afkickkliniek begon Patrick met het schrijven van nieuw materiaal voor een vierde Filter-album. Toen Patrick hoorde dat Dean en Robert DeLeo met hem aan een nummer voor het album hadden willen werken, nodigde hij hen uit om dat te doen. Het resultaat van hun ontmoeting was het nummer A Better Place en een jamsessie van twaalf uur. Patrick voelde zich zo sterk over de muziek dat hij het vierde Filter-album in de wacht zette, ondanks dat zijn platenlabel hem aanspoorde om door te gaan, om een nieuwe band te beginnen met de DeLeo-broers. Ray Luzier werd opgeroepen om auditie te doen nadat de DeLeo-broers tijdens een show onder de indruk waren van Ray's soundcheck. Luzier kwam later bij de band na een succesvolle auditie. De naam van de band Army of Anyone werd gekozen als een toespeling op de problemen van de leden met bands uit het verleden, waarbij Patrick uitlegde: We zijn allemaal in de strijd van het leven samen verenigd in een leger van iedereen.

### Debuutalbum (2005-2007)
De formele opname voor het debuutalbum van de band begon in 2005. Ze gingen de studio in met Bob Ezrin, de producent achter Pink Floyd's epische rockopera The Wall. De band had meer dan 30 nummers opgenomen in de thuisstudio van Patrick, waarvan er 11 hun weg zouden vinden naar hun debuutalbum.
Het album was oorspronkelijk gepland voor een publicatie in het begin van 2006 via Columbia Records. Het merendeel van het personeel dat hen bij het label ondersteunde, werd echter ontslagen tijdens het opnameproces van het album, waardoor ze ervoor kozen om van label te veranderen. In plaats daarvan tekende de band bij The Firm Music, een divisie van het managementbedrijf van de band The Firm, Inc., in een poging typerende platenlabels te vermijden en rechtstreeks naar distributeurs te gaan. Naast het wisselen van label merkte Patrick op dat verdere vertraging werd veroorzaakt door persoonlijke verplichtingen, zoals het trouwen van leden en het krijgen van kinderen. Gedurende deze tijd kozen ze er ook voor om de oorspronkelijke mix van het album te vervangen door die van geluidstechnicus Ken Andrews. Ze konden dit in hun planning inpassen, omdat ze de Pro Tools-opstelling van Andrews bij hem thuis gebruikten, in plaats van tijd te huren in een budgetstudio.
Het album Army of Anyone werd uiteindelijk uitgebracht op 14 november 2006. De eerste single van de band was het nummer Goodbye, dat veel radio-airplay kreeg, met een piek op #3 in de Amerikaanse Mainstream Rock hitlijst. De tweede en laatste single Father Figure slaagde er echter niet in om dat succes te evenaren, met een piek op #31 in dezelfde hitlijst.
De band begon op 18 november te toeren ter ondersteuning van het album, waaronder optredens van Goodbye bij Late Night with Conan O'Brien en Last Call with Carson Daly. Naast het afspelen van nummers van het album, bevatten ze ook covers van de Stone Temple Pilots-nummers Big Bang Baby, Vasoline en Interstate Love Song, evenals Hey Man, Nice Shot, Take a Picture en Welcome to the Fold door Filter. Daarnaast werd bij gelegenheid een intermezzo-versie van The Rain Song van Led Zeppelin gespeeld. De band zou ook de "SnoCore Tour" in 2007 headlinen met de band Hurt en toerde later met Three Days Grace. De band had gezinspeeld op publicaties na hun eerste publicatie en tourneecyclus. Een dvd-publicatie, met studiobeelden van de band die hun debuutalbum opnam, was gepland, maar werd uiteindelijk nooit uitgebracht in 2007. Patrick verwachtte kort voor het eerste album dat een tweede album niet ver weg zou zijn. Dean DeLeo zou ook zeggen dat hij wilde dat luisteraars zouden wachten en de nummers van de band zouden beoordelen zodra de band hun vijfde plaat had uitgebracht.

### Onderbreking en toekomst (2007-heden)
Het album was lang niet zo succesvol als hun eerdere individuele projecten. Het piekte op #56 in de Billboard 200, slechts 20.000 exemplaren werden verkocht in de openingsweek en slechts 88.000 exemplaren vanaf april 2010. Dean DeLeo verklaarde dat de band ook niet tevreden was met de uitvoering en zei: We waren allemaal teleurgesteld dat dat album niet deed wat we dachten dat het zou doen. Het was een grote teleurstelling voor ons allemaal.
In mei 2007 nam de band stilletjes een onbepaalde pauze, nadat de tournee ter ondersteuning van de albumpublicatie was voltooid. Later in het jaar bevestigde Patrick dat hij weer aan het werk was aan het vierde Filter-album en kondigde hij publiekelijk aan dat Army of Anyone op pauze stond. Patrick ging verder met het opnemen en uitbrengen van de drie nieuwe Filter-albums Anthems for the Damned uit 2008, The Trouble with Angels uit 2010 en The Sun Comes Out Tonight uit 2013. Robert en Dean DeLeo kwamen weer bij Stone Temple Pilots toen de band begin 2008 herenigde om een reünietournee te spelen en vervolgens hun titelloze zesde studioalbum in 2010 uitbracht. Ray Luzier werd de nieuwe drummer van Korn en werd officieel aangekondigd als een voltijds lid in april 2009.
Ondanks dat bandleden overstapten naar nieuwe of eerdere projecten, wezen ze ook op de mogelijkheid van hervorming in de toekomst. Patrick zei in een interview dat hij het niet erg zou vinden om Army of Anyone ooit te herenigen, maar alleen als de omstandigheden niet te moeilijk waren. In een interview na Korns show van 24 mei 2010 in Omaha (Nebraska) ging Luzier zelfs zo ver om te zeggen dat er plannen waren voor alle leden om opnieuw samen te komen om aan een tweede album te werken na de respectievelijke zomertournees van Korn, Filter en Stone Temple Pilots in 2010. Geen enkele andere bandlid zou echter berichtten van dergelijke concrete plannen en Patrick zei in juli 2010 zelfs dat Filter in de nabije toekomst zijn belangrijkste focus was. Hij zou dit later ook verder uitwerken, klagend dat de eerste te lang duurde (drie jaar) en hij en Robert DeLeo waren het erover eens dat het misschien het beste is om voorlopig terug te gaan naar hun vorige bands. In 2011 en 2012 gingen bandleden verder met het gevoel dat het mogelijk was, grotendeels afhankelijk van ieders schema. 
In juli 2013 werd onthuld dat de Stone Temple Pilots vanaf september 2013 met Filter zouden toeren. Met drie van de vier leden van Army of Anyone aanwezig, liet Patrick doorschemeren dat sommige nummers van Army of Anyone opnieuw konden worden bekeken. Wat betreft het werken aan nieuwe muziek als band, noemde Patrick het een Doornroosje dat lang niet zal ontwaken. Een jaar later, tijdens een Filterconcert in juli 2014, zinspeelde Patrick erop binnenkort aan een nieuw Army of Anyone-album te beginnen. Later verduidelijkte hij dat bandleden momenteel in gesprek zijn over of en hoe het zou werken en dat de muziek grotendeels zou worden gemaakt door de andere drie leden, terwijl hij zijn zang eroverheen zet aan het einde van het opnameproces. Vanaf 2016 toonde Patrick nog steeds interesse in het opnemen van toekomstige albums met de band. In mei 2020 verklaarde Patrick dat er in de nabije toekomst mogelijk het nieuwe nummer Summer Child zou kunnen verschijnen. Geschreven door Patrick tijdens opnamesessies voor een nieuw Filter-album, wacht het nummer momenteel op extra opnamen en bijdragen van de Deleo-broers en Luzier.

## Discografie

### Singles
- 2006:	Goodbye
- 2007: Father Figure

### Albums
- 2006: Army of Anyone